# Swynrow
Swynrow ist eine Wüstung in der Feldmark der Gemeinde Gützkow im Nordwesten des Landkreises Vorpommern-Greifswald.

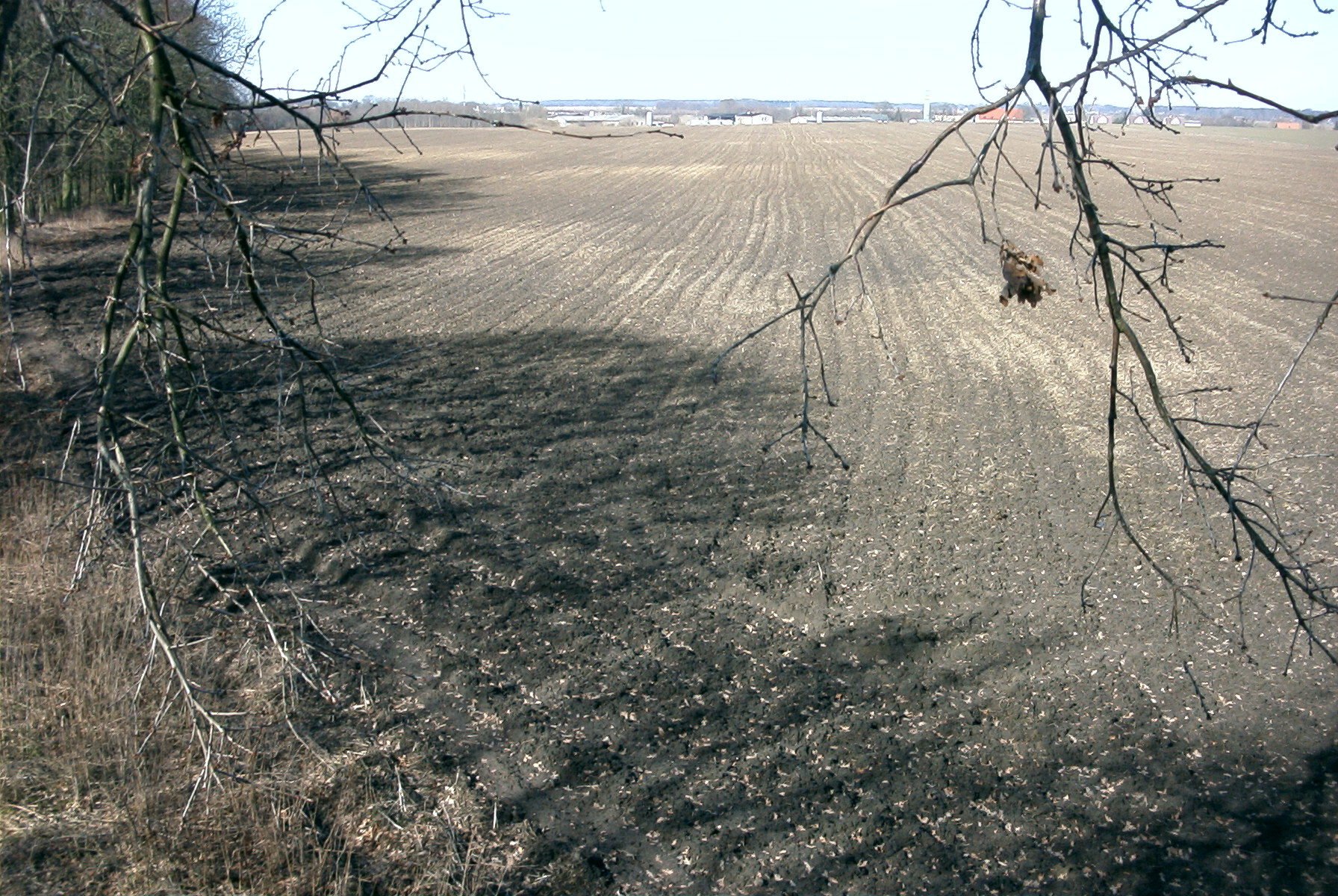
Wüstung Swynrow mit Bodenverfärbungen

## Geografie
Die Wüstung liegt einen Kilometer nördlich von Gützkow und wird begrenzt vom Steilhang am so genannten „Schiefenberg“ zum Flussbett der Swinow und der Umgehungsstraße von Gützkow, der Bundesstraße 111. Die Feldmark liegt zwischen 19 und 29 m über NHN und ist relativ eben, aber leicht ansteigend nach Norden.

## Geschichte
Die ganze Umgebung der Wüstung ist oder war archäologisch ein Schwerpunktgebiet. Aus dem Neolithikum (3500 bis 1700 v. Chr.) sind das Großsteingrab (100 m östlich), der neolithische Fund eines Einbaumes von 1920 (100 m südlich) sowie andere Einzelfunde aus dieser Zeit bekannt. Weitere Siedlungsbefunde ergaben sich aus verschiedenen Einzelfunden bis zum Jahr 2000. Mit dem Bau der Ortsumgehung für die B 111 wurden mehrere großflächige Fundkomplexe aufgedeckt und ausgegraben. Die Funde waren spektakulär, besonders das bronzezeitliche (1700 bis 600 v. Chr.) Langhaus und die vielen dazu gehörigen Siedlungsbefunde mit Vorratsgruben, Werkplätzen, Feuerstellen, Keramik usw. Ein gleichzeitiges Urnengräberfeld wurde festgestellt, aber nicht durch den Bau berührt. Das Fundspektrum wurde durch die aus den Dokumenten bekannten Kalandshöfe aus dem frühen Mittelalter vervollständigt, deren Gehöftfundamente bei den Ausgrabungen aufgedeckt wurden.

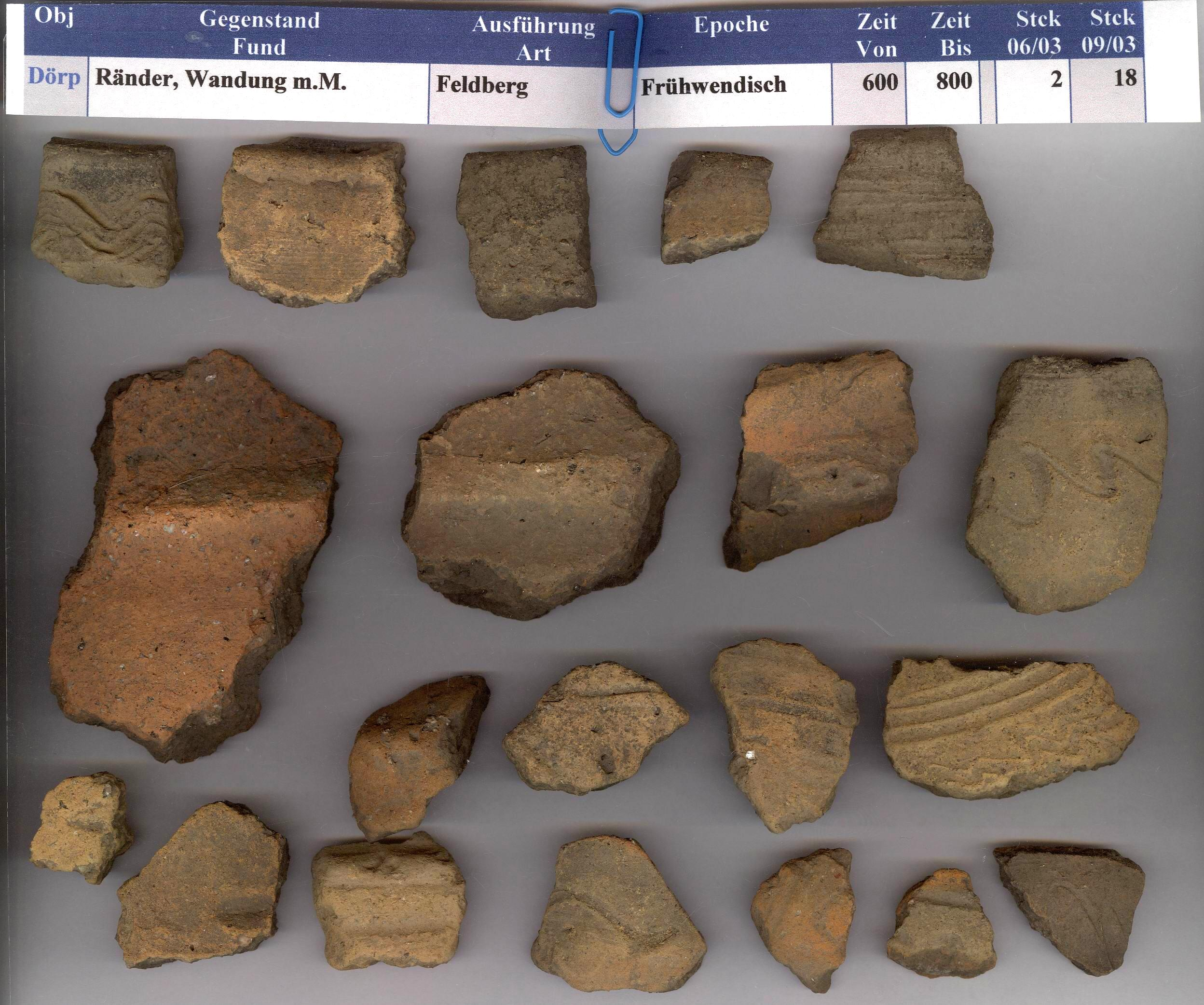
Frühslawische Fundbeispiele von Swynrow

Zeitlich dazwischen gehört die in direkter Nähe liegende Wüstung Swynrow. Diese Siedlung wurde nicht ausgegraben, ihre Größe und Funktion ließ sich aus den urkundlichen Nachweisen und den archäologischen Funden erschließen. Das Fundspektrum datiert von der früh- bis zur spätslawischen Zeit, umfasst also den Zeitraum von ca. 600 bis 1200, geht aber wie die urkundlichen Belege auch in die frühdeutsche Zeit (1230 bis 1400) über. Hauptfunde waren rund 2000 Keramikscherben, geziegelter Hüttenlehm, Feuerstellen, Eisenschlacke, Glüh- und Glättsteine und Werkzeuge (Spinnwirtel, Knochenkämme usw.). Die Funde lassen auf eine wesentliche Keramikwerkstätte, aber auch eine Eisenverarbeitung schließen. Die Umgebung bietet neben Wasser eine Tongrube und das Vorkommen von Raseneisenstein.

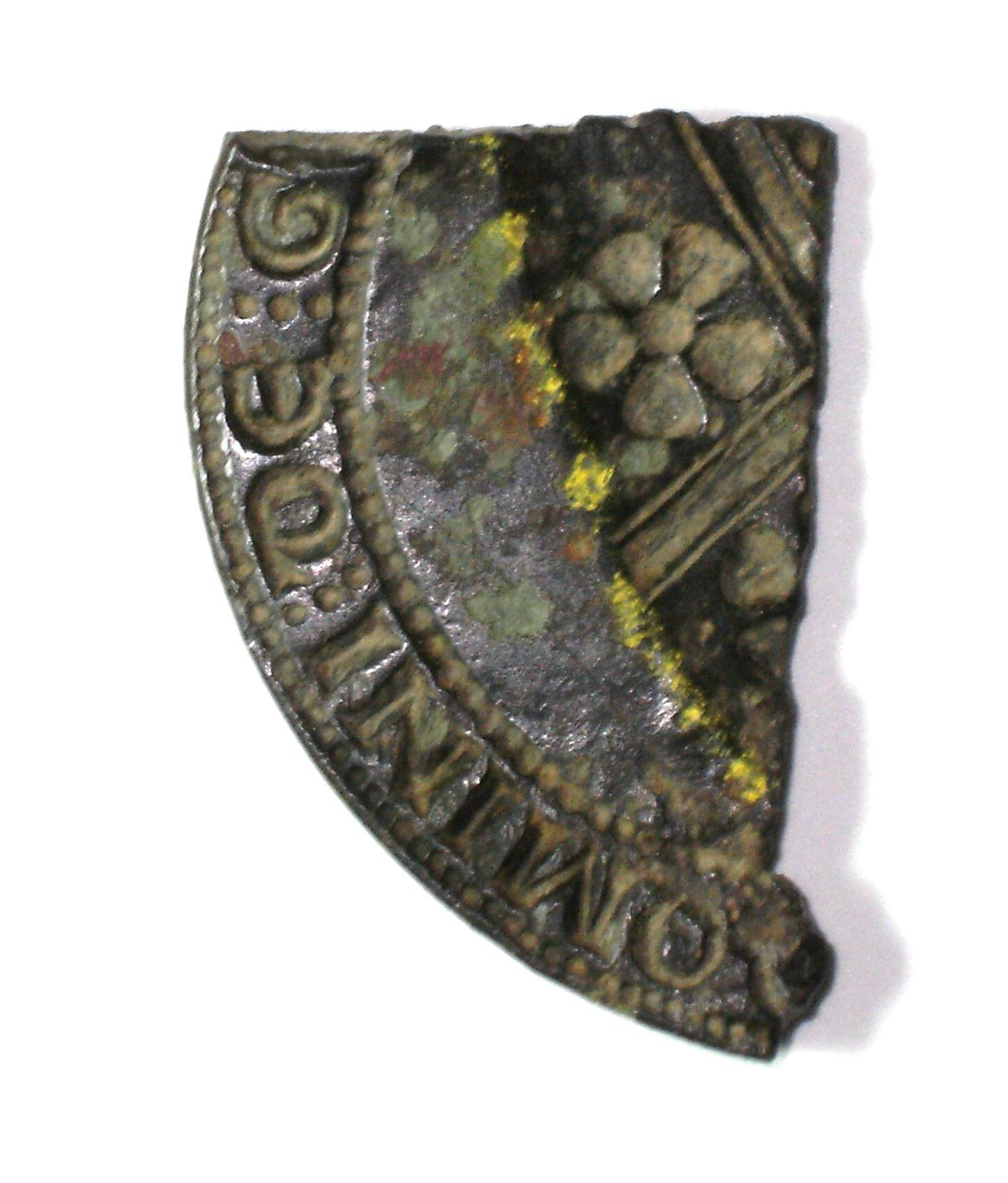
Petschaftsbruch (Durchmesser 50 mm) – Graf Johann I. von Gützkow ca. 1250 – Fund aus Wüstung Swynrow

In älteren Flurkarten ist am Schiefenberg ein Ackerstück mit dem Namen „Dörpstell“ eingetragen. Aus den geschichtlichen Überlieferungen ist noch 1321 eine Dorfsiedlung mit dem Namen „Zwinrowe“ (Pommersches Urkundenbuch) bekannt, die mit der „Dörpstell“ in Verbindung gebracht wird. Namengebend war der nahegelegene Swinowbach, der aus der wendischen Wortbedeutung vom Schwein abgeleitet wurde. Bekannt ist von den Flurnamen ebenfalls eine Schweinesuhle am Swinowbach.
Am 16. Januar 1321 wiesen Adam von Winterfeld und seine Brüder Dietrich (Ritter) und Martin (Knappe) der St. Nikolai-Kirche zu Greifswald 30 Mark Einkünfte aus 7½ Hufen in Swinrowe, einem Dorf in der Gützkower Feldmark zu. Genannt wurde es in der Urkunde mit: „triginta marcarum redditus in villam Zwinrowe“.
Auch die Bezeichnung des dort liegenden Ackers mit „Swinrower Feld“ aus der Bewidmungsurkunde des Grafen Johann III. von Gützkow für die Stadt aus dem Jahr 1353 und viele spätere gleiche Bezeichnungen deuten auf die Gleichheit von „Dörpstell“ mit der Siedlung „Swynrow“ hin.
Die Funde seit 2000 und die deutlichen Verfärbungen des Bodens auf einer Fläche von mindestens 150 mal 40 Meter belegen diese frühere Annahme.
Herausragend war ein Fund von 2013, als auf der Fundstelle der Wüstung Swynrow ein zerbrochenes Stück eines Petschaftes des Gützkower Grafen Johann I. von um 1250 gefunden wurde. Petschafte eines Verstorbenen wurden gewöhnlich zerbrochen und möglichst eingeschmolzen, um Missbrauch zu verhindern. Mit einem ähnlichen Stück des Fürsten Wizlaw III. von Rügen war 2012 vorher bei Stralsund erstmals im Norden ein Petschaftbruch aus dem Hochadel gefunden worden. Der Gützkower Fund war der zweite. Später mehrten sich die Funde (z. B. Herzog Wartislaw III.), da inzwischen die Metalldetektorsuche verstärkt von der Bodendenkmalpflege zugelassen wurde. Wie dieses Stück in die Wüstung gelangte, ist unklar, es könnte aber mit der nachgewiesenen Metallverarbeitung dort zu tun haben, möglicherweise sollten die Petschaftsstücke dort eingeschmolzen werden und eines ging dabei verloren.